# Коул, Том
Томас Джеффри Коул (англ. Thomas Jeffery Cole; род. 28 апреля 1949, Шривпорт) — американский политический деятель, член Палаты представителей США от Оклахомы с 3 января 2003 года.

## Биография
Родился 28 апреля 1949 года в Шривпорте, штат Луизиана, США, в семье Джона Дуэйна Коула и Хелен Те Ата Коул. Спустя несколько лет семья вернулась в Оклахому, где жили родственники Коула с обеих сторон.
В 1971 году он окончил Гриннеллский колледж, получив степень бакалавра по истории. В 1974 году он получил степень магистра в Йельском университете и степень доктора философии в Оклахомском университете в 1984 году.

## Карьера
В 1988 году Коул победил на выборах в Сенат Оклахомы, проработав в нём до 1991 года. С 1995 по 1999 год он занимал пост секретаря штата Оклахома во время губернаторства Фрэнка Китинга. В 1999 году Коул покинул администрацию Китинга и занял пост главы администрации Национального комитета Республиканской партии.
В 2002 году Коул получил поддержку от уходящего в отставку конгрессмена Джея Си Уоттса для выдвижения своей кандидатуры на выборах в Палату представителей США. По результатам голосования он набрал 53,8% голосов, победив кандидата от Демократической партии Дэррила Робертса.
На выборах спикера Палаты представителей в 2015 года Коул выразил поддержку своему однопартийцу Полу Райану. 10 апреля 2024 года Коул возглавил Комитет Палаты представителей США по ассигнованиям, сменив на этом посту Кэй Грейнджер.

## Личная жизнь
У Коула и его жены Эллен есть сын. Он также является членом Объединённой методистской церкви и проживает в городе Мур.
Двоюродной бабушкой Коула была сказительница из числа коренных американцев Те Ата. Его мать была первой коренной американкой любого пола, когда-либо избранной в Сенат штата Оклахома.